# Lauren Pritchard
Lauren Pritchard,, née le 17 janvier 1977 à Orlando en Floride est une actrice américaine. Elle a notamment joué le rôle de Bethany Peters dans la série Harley, le cadet de mes soucis.

## Biographie
Pritchard est née en 1977 à Orlando en Floride.

## Filmographie
- 2009-2011 : True Blood : Coralee (3 épisodes)
- 2015-2016 : Guide de survie d'un gamer (Gamer's Guide to Pretty Much Everything) : Janice (12 épisodes)
- 2016- : Harley, le cadet de mes soucis (Stuck in the Middle) : Bethany Peters (récurrente)